# Regiunea Ústí nad Labem
Regiunea Ústí nad Labem (cehă: Ústecký kraj) este o regiune (kraj) în partea nord-vestică a Republicii Cehe și are centrul administrativ în orașul omonim. Este împărțită în șapte districte și este situată în nordul Boemiei.

## Impărțire administrativă
| Impărțirea administrativă | Impărțirea administrativă | Impărțirea administrativă | Impărțirea administrativă | Impărțirea administrativă |
| ------------------------- | ------------------------- | ------------------------- | ------------------------- | ------------------------- |
| Okres (District)          | Suprafața in km²          | Locuitori                 | Vârsta medie              | Comune                    |
| Okres Děčín               | 909                       | 133.631                   | 38,3                      | 52                        |
| Okres Chomutov            | 935                       | 124.744                   | 37,2                      | 44                        |
| Okres Litoměřice          | 1.032                     | 114.497                   | 39,1                      | 105                       |
| Okres Louny               | 1.118                     | 85.830                    | 38,3                      | 70                        |
| Okres Most                | 467                       | 116.786                   | 38,1                      | 26                        |
| Okres Teplice             | 469                       | 126.635                   | 38,7                      | 34                        |
| Okres Ústí nad Labem      | 405                       | 117.589                   | 38,4                      | 23                        |
| Total                     | 5335                      | 819.712                   | --                        | 354                       |

## Orașe

### Orașe cu numărul de locuitori în 2005
- Most 	67.805
- Děčín 	51.875
- Teplice 	51.010
- Chomutov 	50.027
- Litvínov 	27.056
- Litoměřice 	23.909
- Jirkov 	21.093
- Žatec 	19.517
- Louny 	18.841
- Kadaň 	17.807
- Varnsdorf 	15.786
- Bílina 	15.669
- Klášterec nad Ohří 	15.593
- Krupka 	13.894
- Roudnice nad Labem 	12.923
- Rumburk 	11.181
- Lovosice 	9.209
- Štětí 	9.144
- Duchcov 	8.937
- Dubí 	7.714
- Podbořany 	6.298
- Šluknov 	5.713
- Česká Kamenice 	5.485
- Jílové 	5.292
- Postoloprty 	5.002
- Úštěk      3.000